# Fuga de cérebros

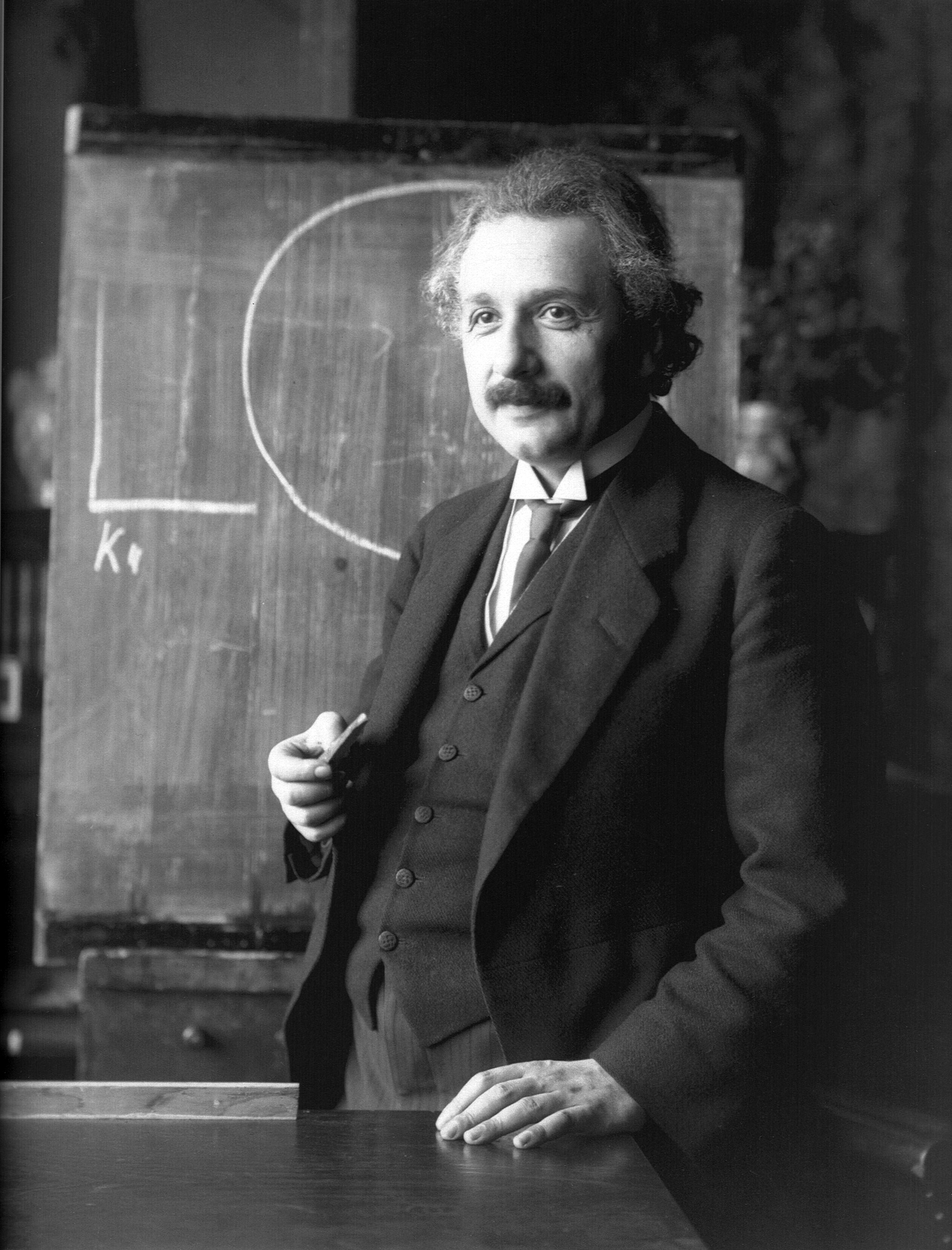
O físico teórico Albert Einstein, que imigrou para os Estados Unidos para escapar da perseguição nazista, é um exemplo de fuga de capital humano como resultado de mudanças políticas

A fuga de capital humano, também conhecida como fuga de cérebros, é a emigração ou imigração de indivíduos que receberam treinamento avançado em casa. Em ocupações com excesso de graduados, a imigração de profissionais treinados no exterior pode agravar o subemprego de graduados nacionais, enquanto a emigração de uma área com excesso de pessoas qualificadas leva a melhores oportunidades para os remanescentes. Mas a emigração pode causar problemas para o país de origem se houver falta de pessoal treinado.
A pesquisa mostra que há benefícios econômicos significativos da fuga de capital humano para os próprios migrantes e para o país receptor. O impacto no país de origem é menos direto, com pesquisas sugerindo que o impacto pode ser positivo, negativo ou misto. A pesquisa também sugere que a emigração, as remessas e a migração de retorno podem ter um impacto positivo na democratização e na qualidade das instituições políticas do país de origem.

## O êxodo dos huguenotes da França (século XVII)
Em 1685, Luís XIV revogou o Édito de Nantes e declarou o protestantismo ilegal no Édito de Fontainebleau. Depois disso, huguenotes (com estimativas variando de 200 000 a 1 000 000 pessoas) fugiram para os países protestantes: Inglaterra, Holanda, Suíça, Noruega, Dinamarca e Prússia – cujo calvinista Frederick William, o Grande Eleitor, congratulou-se com eles para ajudar a reconstruir sua nação devastada pela guerra e emigração em massa. Muitos foram para a colônia holandesa no Cabo (África do Sul), onde foram determinantes na criação de uma indústria de vinho.
O êxodo de huguenotes da França criou uma fuga de cérebros, como muitos huguenotes ocuparam lugares importantes na sociedade, da qual o reino não se recuperou completamente por um ano.
Outros foram para as recém-criadas colônias britânicas na América do Norte. Eles e seus descendentes foram determinantes para o crescimento dos Estados Unidos. Líderes revolucionários como John Sevier, Francis Marion e Paul Revere foram descendentes de refugiados huguenotes. Sete outros presidentes dos E.U.A. têm antepassados huguenotes documentados: George Washington, Ulysses S. Grant, Theodore Roosevelt, William Taft, Harry Truman, Gerald Ford e Lyndon Johnson.

## O antissemitismo na Europa pré-Segunda Guerra Mundial
O sentimento antissemita e leis na Europa entre 1930 e 1940, culminando com o holocausto, provocou a emigração de muitos cientistas para os Estados Unidos. Exemplos notáveis são:
- Albert Einstein (emigrou definitivamente para os Estados Unidos em 1933)
- Enrico Fermi (1938, embora não seja judeu, a esposa era)
- Niels Bohr (1943)

## Crise culminando na fuga de cérebros no Leste Europeu (1922-1961)

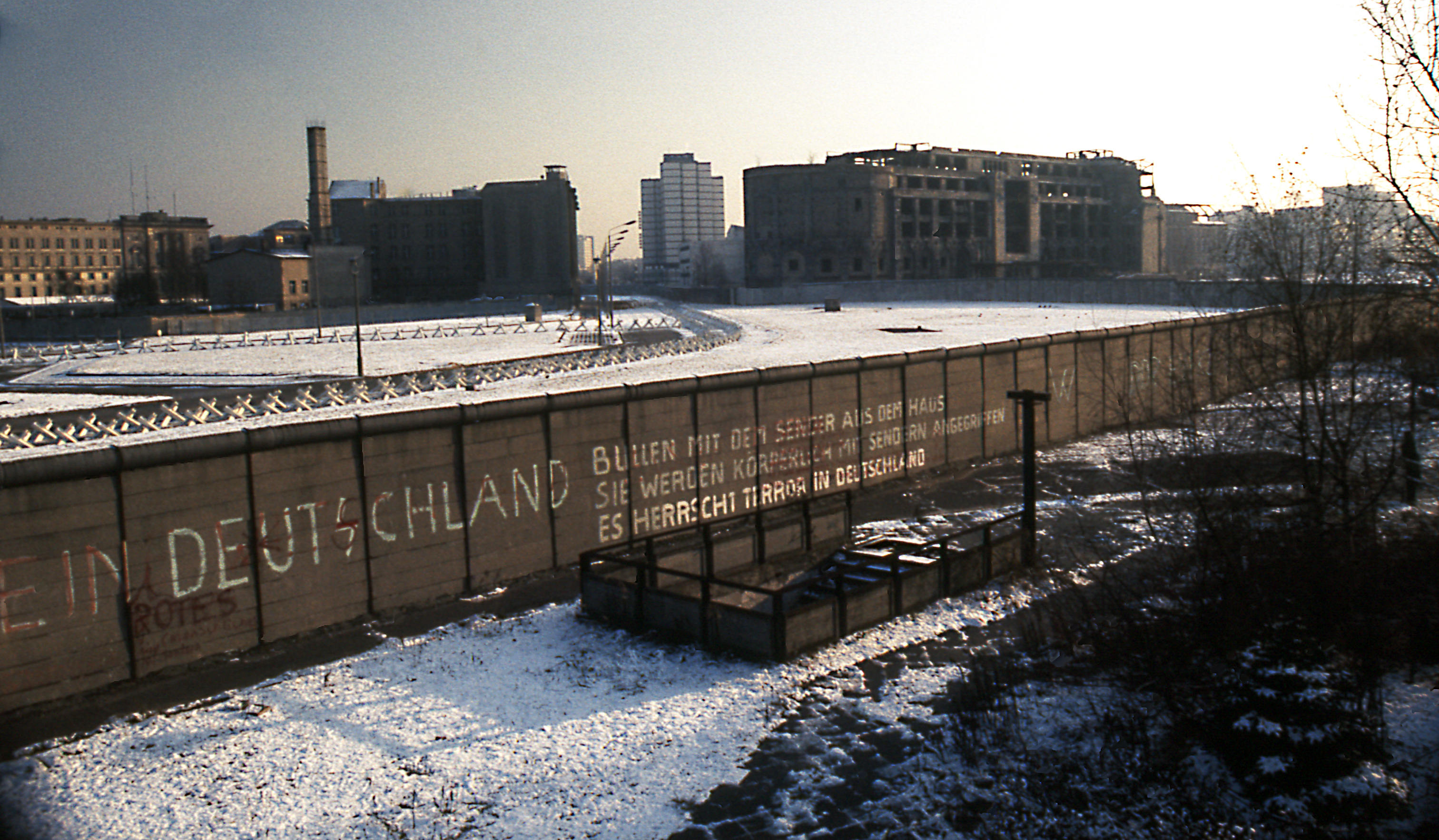
Muro de Berlim em 1975

Em 1922, a União Soviética havia decretado restrições para tornar quase impossível a emigração dos seus cidadãos para outros países. O Premier soviético Nikita Kruschev mais tarde afirmou: "Nós estávamos com medo, muito medo. Receávamos que o degelo poderia desencadear uma inundação, que não seríamos capazes de controlar e que poderia nos afogar. Como poderia nos afogar? Isso poderia ter transbordado das margens do rio soviético e formado uma onda que teria lavado todas as barreiras e os muros da nossa sociedade." Depois de ocupação soviética da Europa Oriental no final da Segunda Guerra Mundial, a maioria das pessoas que viviam nas áreas recém-adquirida do Leste Europeu aspiravam à independência e queriam que os soviéticos saíssem. Até o início dos anos 1950, a abordagem da União Soviética para restringir imigração foi repetida pela maior parte do restante do Bloco Soviético, incluindo a Alemanha Oriental.
Mesmo com o fechamento da fronteira interna da Alemanha oficialmente em 1952, a fronteira entre os setores de Berlim Oriental e Berlim Ocidental manteve-se consideravelmente mais acessível do que o resto da fronteira, porque era administrada por todas as quatro potências ocupantes. A fronteira do setor de Berlim foi, essencialmente, um "vazio" através do qual os cidadãos do Bloco do Leste ainda poderiam escapar. Os 3,5 milhões de alemães orientais, chamados de Republikflüchtlinge, que tinham deixado em 1961 totalizaram cerca de 20% de toda a população da Alemanha Oriental.
Os emigrantes eram jovens e bem educados, levando à fuga de cérebros temida pelos funcionários na Alemanha Oriental. Yuri Andropov, o Diretor de Relações com os Partidos Comunistas e Operários dos Países Socialistas do PCUS, escreveu em 28 de agosto de 1958 uma carta de urgência ao Comitê Central sobre o importante aumento em 50% do número de alemães orientais da intelligentsia entre os refugiados. Andropov relatou que, enquanto a liderança do leste alemão afirmava que eles estariam saindo por razões econômicas, depoimentos de refugiados indicavam que os motivos eram mais políticos do que materiais.
Ele afirmou que "a partida da intellingetsia atingiu uma fase particularmente crítica.". O custo direto de perdas de mão de obra foi estimado em torno de US$ 7 bilhões a US$ 9 bilhões, com o líder do partido alemão, Walter Ulbricht, mais tarde afirmando que a Alemanha Ocidental lhe devia US$ 17 bilhões em compensação, incluindo reparos, bem como perdas de recursos humanos. Além disso, a fuga da população jovem da Alemanha Oriental potencialmente custou mais de 22,5 bilhões de perdas no investimento educacional. Em agosto de 1961, a Alemanha Oriental ergueu uma barreira de arame farpado que acabaria por ser expandido através da construção para o Muro de Berlim, efetivamente fechando a brecha.

## Fuga de cérebros por região

### América Latina
Em certos países latino-americanos onde matrículas em escolas médicas locais é muito elevado, existe uma escassez crônica de médicos (com exceção de Cuba, Uruguai e Argentina).
No ano 2000, um estudo revelou que vários países da América Latina sofreram, ao longo dos anos, uma perda considerável de profissionais. Como uma porcentagem de cada país do corpo de graduados universitários, nas seguintes percentagens não viveu no exterior:
| País      | Perda de professionais |
| --------- | ---------------------- |
| Argentina | 2.9%                   |
| Brasil    | 3.4%                   |
| Chile     | 5.3%                   |
| Colômbia  | 11,0%                  |
| Equador   | 10.9%                  |
| México    | 14,3%                  |

O mesmo estudo revelou que, durante a década de 1990, um número significativo de pessoas que emigraram da América Latina eram profissionais especializados, constituindo os seguintes proporções que um por cento do volume de cada país de emigrantes:
| País      | Perda de profissionais |
| --------- | ---------------------- |
| Argentina | 19,1%                  |
| Chile     | 15,6%                  |
| México    | 2,6%                   |
| Peru      | 10,0%                  |

### Cuba
Em 2007, afirmou-se que cerca de 31 mil médicos cubanos foram contratados em 61 países. Um grande número pratica Medicina na América do Sul. Afirma também que 20 000 estão empregadas na Venezuela em troca de 100 000 barris de petróleo por dia para o país. A partir de Venezuela e Bolívia, onde outros 1 700 trabalham, pensa-se que, muitos dos 500 médicos poderiam estar em missões em países próximos. Os números são discutíveis, uma vez que este tipo de estatística raramente é divulgada.

### Caribe
A maior parte das Ilhas do Caribe possui uma substancial emigração de trabalhadores qualificados. Aproximadamente 30% da força de trabalho de muitas ilhas sofre com a fuga de cérebros, e mais de 80% dos universitários diplomados do Suriname, Haiti, Granada e Guiana têm emigrado, principalmente para os Estados Unidos. No entanto, deve-se ressaltar que estes cidadãos pagam valiosas remessas. Na Jamaica, o dinheiro enviado de volta ascende a 18% do PNB. Isto põe em xeque o fato de que esta tendência pode ser descrito como uma verdadeira fuga de cérebros.

### África
Analiticamente falando, a fuga de cérebros do continente africano tem custo superior a US$ 4 bilhões na contratação de profissionais anualmente 150 mil expatriados. Segundo o PNUD, "Etiópia perdeu 75 por cento da sua mão de obra entre 1980 e 1991", o que prejudica a capacidade desses países de se desenvolver. Nigéria, Quênia e Etiópia são consideradas ser as mais afetadas. No caso da Etiópia, o país produz muitas excelentes médicos, mas há mais médicos etíopes em Chicago do que na Etiópia. O presidente da África do Sul, Thabo Mbeki afirmou, em 1998 em Renascimento Africano fala:

#### África do Sul
Juntamente com muitas nações africanas, na África do Sul se destaca no fenômeno da "fuga de cérebros" nos últimos 20 anos. Acredita-se que ela pode ser potencialmente prejudicial para a economia sul-africana, e é quase certo prejudicial para o bem-estar dos miseráveis, que são desesperadamente dependentes de cuidados de saúde, obras de infra-estrutura, dada a epidemia do HIV/AIDS e de outras patologias. A fuga de competências na África do Sul tende a demonstrar contornos raciais (naturalmente, dado o legado de distribuição de competências da África do Sul) e tem, portanto, resultou em grandes comunidades brancas sul-africanas no exterior. O problema é ainda mais destaque por solicitação da África do Sul ao Canadá para parar de recrutar seus médicos e outros profissionais da saúde altamente qualificados.

### Oriente Médio

#### Iraque
A falta de serviços básicos e de segurança alimentar e o êxodo de profissionais provenientes do Iraque que começou sob regime ditatorial de Saddam Hussein, acredita-se que 4 milhões de iraquianos terem deixado o país. O êxodo é abastecido pela violência, que, a partir de 2006, foram vistos 89 professores universitários mortos.

#### Irã
Em 2006, o Fundo Monetário Internacional classificou Irã como o país que responde pela maior fuga de cérebros nos países entre os 90 medidos. Estima-se que a imigração de 150.000 pessoas anuais é derivada do pobre mercado de trabalho, condições sociais e das tensões étnicas.

### Ao longo do oceano pacífico

#### China
Desde que começou a China no mercado das reformas econômicas no final dos anos 1970 no período pós-maoísmo, muitos chineses começaram a migrar para países da Europa Ocidental, América do Norte e Oceania. Estima-se que 30% dos 100 000 estudantes chineses que estudam no estrangeiro anualmente voltam à China. Para muitos estudiosos, existem muitas mais oportunidades de emprego, aumento do nível de vida e de oportunidades para chineses que vivem no exterior. O governo chinês está a tentar seduzir a sua volta por profissionais estrangeiros educados ajustes seus vencimentos, dando incentivos à habitação e o emprego. Como a China continua a aumentar e acelerar as reformas do mercado, que enfrenta enorme carência de profissionais em gestão, engenharia, medicina, ciência, investigação e ainda ter que competir com países ocidentais por pesquisadores.

#### Nova Zelândia
Durante a década de 1990, 30 000 neozelandeses emigram cada ano. Um relatório da OCDE publicado em 2005 revelou que 24,2% neozelandeses com um curso superior estavam vivendo fora da Nova Zelândia, predominantemente, na Austrália. Em 2007, cerca de 24 000 neozelandeses liquidados na Austrália. Empréstimos estudantis são citados como uma razão, com os graduados estrangeiros usando vencimentos mais elevados para pagar as suas dívidas.
Tem-se observado que para a Nova Zelândia agrada a imigração de estrangeiros qualificados, potencialmente deixando um ganho líquido de competências.

#### Filipinas
As Filipinas começou a viver uma notável fuga de cérebros durante a década de 1970, quando o governo criou um mecanismo internacional para contratos de obras. Estes foram contrato ultramarinos com trabalhadores de mão de obra qualificada empregadas em larga medida, as nações do Oriente Médio, nomeadamente na Arábia Saudita, mas um número crescente de trabalhadores estavam tomando contratos no sudeste da Ásia para a década de 1990. O número de filipinos trabalham no estrangeiro em tal contrato de trabalho aumentou de 36 035 em 1975 para 214 590 em 1980.
A partir de 2006, pensava-se que cerca de 8 milhões de filipinos foram trabalhar no estrangeiro. Vários trabalhadores remeteram para seu país mais de US$ 10,7 bilhões no ano passado, o equivalente a cerca de 12% do PIB. A fuga de cérebros têm efeitos nocivos sobre o sistema de saúde do país. Estima-se que cerca de 100 000 enfermeiros emigraram entre 1994 e 2006. Esta tendência continua, com cerca de 15 000 enfermeiros que se espera que emigram das Filipinas em 2008. O êxodo de profissionais médicos obrigou o fechamento de escolas médicas e hospitais ameaçados.
Na tentativa de reduzir a migração de trabalhadores qualificados, o governo tem implementado menor incentivo pacotes. Em 1989, o programa Balikbayan foi criado para incentivar os emigrantes filipinos, que vivem principalmente nos Estados Unidos e no Canadá, para voltar para as Filipinas como turistas com despesas pagas.

### Europa
A fuga de cérebros concebido como um fenômeno na Europa está dividido em duas tendências distintas. A primeira é um êxodo de cientistas altamente qualificados da Europa Ocidental, principalmente para os Estados Unidos. A segunda é uma migração de trabalhadores qualificados no Leste e Sudeste Europeu para a Europa Ocidental, muitas vezes feitos facilmente através de novos membros da UE, embora não haja evidência de que a tendência seja reduzir. A União Europeia registrou uma perda líquida de trabalhadores altamente qualificados e introduziu uma política - muito similar ao Green Card americano -, que "pretende chamar um adicional de 20 milhões de trabalhadores provenientes da Ásia, África e América Latina nas próximas duas décadas".
Embora a União Europeia reconheça a necessidade de uma extensa imigração, a fim de reduzir os efeitos do envelhecimento da população, os partidos políticos nacionalistas, que obtiveram o apoio de muitos países europeus, exigindo uma maior restrição de leis de imigração. Os imigrantes são percebidos como um fardo para o Estado e causas de problemas sociais como o aumento da taxa de criminalidade, mesmo na ausência de provas irrefutáveis.

#### Europa Ocidental
Em 2006, mais de 250 000 europeus emigraram para os Estados Unidos (164 285), Austrália (40 455), o Canadá (37 946) e Nova Zelândia (30 262). A Alemanha sozinha viu sair do país 155 290 migrantes(mas principalmente para destinos dentro da Europa). Esta é a mais elevada taxa de emigração desde trabalhador familiar, que ele próprio era igual à taxa no período da Segunda Guerra Mundial. Portugal está sofrendo um profundo desgaste na Europa Ocidental. O país já perdeu 19 em cada 100 pessoas que fazem parte da mão de obra qualificada e está lutando para absorver imigrantes qualificados suficientes para fazer face aos prejuízos para a Austrália, Canadá, Suíça, Alemanha e Áustria.

#### Europa Central e Oriental
Mais de 500 mil cientistas russos e programadores de computador deixaram o país desde a queda da União Soviética em 1991. Países da Europa Central e Oriental têm expressado preocupações com extensa migração de trabalhadores qualificados para a Irlanda e o Reino Unido. Lituânia, por exemplo, já perdeu cerca de 100 mil cidadãos desde 2003, muitos deles jovens, bem-educados, a emigração para a Irlanda, em particular.(A própria Irlanda sofreu grave fuga de cérebros para os Estados Unidos, a Grã-Bretanha e do Canadá antes do governo irlandês adotar programas econômicos.) Fenômeno semelhante ocorreu na Polônia após a sua entrada na União Europeia. No primeiro ano da adesão da Turquia à UE, havia 100 mil poloneses registrados para trabalhar na Inglaterra, juntando um número estimado de 750 mil. No entanto, com o rápido crescimento dos salários na Polônia e o florescimento da economia, o forte valor do złoty, e a diminuição do desemprego (que passou de 14,2% em maio de 2006 para 8% em março de 2008), a fuga de trabalhadores poloneses está amaciando. Em 2008 as pessoas que voltavam aqueles que saem em desvantagem o país.

#### Sudeste Europeu
Em migração rápida e em larga escala de trabalhadores altamente qualificados a partir de sudeste a Europa tem causado preocupação com essas nações evoluir no sentido de inclusão na União Europeia. Isto provocou programas para travar o êxodo, incentivando os cientistas e técnicos qualificados para permanecem na região a trabalharem em projetos internacionais como livre de despesas turísticas.

## Impacto
Os efeitos positivos da fuga de capital humano são por vezes referidos como "ganho de cérebros", enquanto os efeitos negativos são por vezes referidos como "fuga de cérebros". Segundo o economista Michael Clemens, não foi demonstrado que as restrições à emigração de alta qualificação reduzam a escassez nos países de origem. De acordo com o economista de desenvolvimento Justin Sandefur, "não há nenhum estudo por aí [...] mostrando qualquer evidência empírica de que as restrições à migração contribuíram para o desenvolvimento." Hein de Haas, professor de Sociologia na Universidade de Amsterdã, descreve a fuga de cérebros como um "mito", enquanto o filósofo político Adam James Tebble argumenta que fronteiras mais abertas ajudam o desenvolvimento econômico e institucional dos países de origem de migrantes mais pobres, ao contrário dos proponentes das críticas de "fuga de cérebros" à migração. No entanto, de acordo com Frederic Docquier, economista da Universidade Católica de Lovaina, a fuga de capital humano tem um impacto adverso na maioria dos países em desenvolvimento, mesmo que possa ser benéfica para alguns deles. Um país experimentar um "ganho de cérebros" ou "fuga de cérebros" depende de fatores como composição da migração, nível de desenvolvimento e aspectos demográficos, incluindo tamanho da população, idioma e localização geográfica.

### Efeitos econômicos
Algumas pesquisas sugerem que a migração (tanto de baixa quanto de alta qualificação) é benéfica tanto para os países receptores quanto para os exportadores, enquanto outras pesquisas sugerem um impacto negativo no país de origem. De acordo com um estudo, o bem-estar aumenta em ambos os tipos de países: "o impacto no bem-estar dos níveis observados de migração é substancial, em cerca de 5% a 10% para os principais países receptores e cerca de 10% em países com grandes remessas recebidas". De acordo com os economistas Michael Clemens e Lant Pratchett, "permitir que as pessoas se desloquem de locais de baixa produtividade para locais de alta produtividade parece ser de longe a ferramenta de política generalizada mais eficiente, na margem, para a redução da pobreza". Um programa antipobreza in situ bem-sucedido de dois anos, por exemplo, ajuda os pobres a ganhar em um ano o equivalente a um dia de trabalho no mundo desenvolvido. A pesquisa sobre uma loteria de migração que permitiu que os tonganeses se mudassem para a Nova Zelândia descobriu que os ganhadores da loteria tiveram um aumento de 263% na renda da migração (depois de apenas um ano na Nova Zelândia) em relação aos participantes malsucedidos da loteria. Um estudo de 2017 sobre famílias de imigrantes mexicanos nos Estados Unidos descobriu que, ao se mudarem para os Estados Unidos, as famílias aumentam sua renda mais de cinco vezes imediatamente. O estudo também constatou que os "ganhos médios acumulados pelos migrantes superam até mesmo os dos programas atuais de desenvolvimento econômico mais bem-sucedidos".
As remessas aumentam os padrões de vida no país de origem. As remessas representam uma grande parcela do PIB em muitos países em desenvolvimento, e demonstraram aumentar o bem-estar das famílias receptoras. No caso do Haiti, os 670 mil haitianos adultos que vivem na OCDE enviaram para casa cerca de mil e setecentos dólares por migrante por ano, bem mais do que o dobro do PIB per capita de 670 dólares do Haiti. Um estudo sobre remessas para o México constatou que as remessas levam a um aumento substancial na disponibilidade de serviços públicos no México, superando os gastos do governo em algumas localidades. Um estudo de 2017 descobriu que as remessas podem aliviar significativamente a pobreza após desastres naturais. A pesquisa mostra que os emigrantes mais instruídos e com rendimentos mais elevados remetem mais. Algumas pesquisas mostram que o efeito da remessa não é forte o suficiente para melhorar a situação dos nativos remanescentes em países com altos fluxos de emigração. Um artigo do NBER de 2016 sugere que a emigração da Itália após a crise financeira global de 2008 reduziu a mudança política na Itália.
A migração de retorno também pode ser um impulso para a economia dos países em desenvolvimento, pois os migrantes trazem de volta habilidades, economias e ativos recém-adquiridos. Um estudo de refugiados iugoslavos durante as guerras iugoslavas do início dos anos 1990 descobriu que os cidadãos da ex-Iugoslávia que tiveram estadias temporárias na Alemanha trouxeram habilidades, conhecimentos e tecnologias para seus países de origem quando voltaram para casa em 1995 (após o Acordo de Dayton), levando a maior produtividade e desempenho exportador.
Estudos mostram que a eliminação das barreiras à migração teria efeitos profundos no PIB mundial, com estimativas de ganhos variando entre 67 e 147,3%. A pesquisa também descobriu que a migração leva a um maior comércio de bens e serviços entre os países emissores e receptores. Usando 130 anos de dados sobre migrações históricas para os Estados Unidos, um estudo descobriu que "a duplicação do número de residentes com ascendência de um determinado país estrangeiro em relação à média aumenta em 4,2 pontos percentuais a probabilidade de que pelo menos uma empresa local invista naquele país, e aumenta em 31% o número de empregados em recipientes domésticos de IDE daquele país. A dimensão destes efeitos aumenta com a diversidade étnica da população local, a distância geográfica ao país de origem e a diversidade etnolinguística fracionamento do país de origem”." Descobriu-se que os emigrantes aumentam significativamente o investimento estrangeiro direto (IED) de volta ao seu país de origem. De acordo com um estudo de revisão, a evidência geral mostra que a emigração ajuda os países em desenvolvimento a se integrarem na economia global.
Um estudo de 2016 que revisa a literatura sobre migração e crescimento econômico mostra que “os migrantes contribuem para a integração de seu país no mercado mundial, o que pode ser particularmente importante para o crescimento econômico nos países em desenvolvimento." Algumas pesquisas sugerem que a emigração provoca um aumento nos salários daqueles que permanecem no país de origem. Uma pesquisa de 2014 da literatura existente sobre emigração conclui que um choque de 10% na oferta de emigrantes aumentaria os salários no país de origem em 2 a 5,5%. Um estudo sobre a emigração da Polônia mostra que ela levou a um ligeiro aumento nos salários dos trabalhadores de alta e média qualificação para os poloneses remanescentes. Um estudo de 2013 conclui que a emigração do Leste Europeu após a expansão da União Europeia em 2004 aumentou os salários dos jovens trabalhadores que permaneceram no país de origem em 6%, mas não teve qualquer efeito sobre os salários dos trabalhadores mais velhos. Os salários dos homens lituanos aumentaram como resultado da emigração pós-expansão da UE. A migração de retorno está associada a maiores receitas das empresas domésticas. Um estudo do FMI concluiu que a emigração de mão de obra altamente qualificada do Leste Europeu afetou negativamente o crescimento econômico e da produtividade no Leste Europeu e retardou a convergência da renda per capita entre os países da UE de alta e baixa renda.
Um estudo de 2019 no Journal of Political Economy descobriu que a emigração sueca para os Estados Unidos durante o final do século XIX e início do século XX fortaleceu o movimento trabalhista e aumentou a política de esquerda e as tendências eleitorais. Os autores argumentam que a capacidade de emigrar fortaleceu a posição de barganha do trabalho, bem como forneceu opções de saída para dissidentes políticos que poderiam ter sido oprimidos.

### Educação e inovação
Pesquisas constatam que a emigração e as baixas barreiras à migração têm efeitos líquidos positivos na formação de capital humano e na inovação nos países de origem. Isso significa que há um "ganho de cérebros" em vez de uma "fuga de cérebros" para a emigração. Um estudo conclui que os países de origem se beneficiam indiretamente a longo prazo da emigração de trabalhadores qualificados porque esses trabalhadores qualificados são capazes de inovar mais nos países desenvolvidos, o que os países de origem podem se beneficiar como uma externalidade positiva. Uma maior emigração de trabalhadores qualificados leva, consequentemente, a um maior crescimento econômico e a melhorias no bem-estar a longo prazo. Segundo o economista Michael Clemens, não foi demonstrado que as restrições à emigração de alta qualificação reduzam a escassez nos países de origem.
Um estudo de 2021 descobriu que as oportunidades de migração para enfermeiras filipinas levaram a um aumento líquido no capital humano nas Filipinas, contradizendo assim a tese da "fuga de cérebros. Um artigo de 2017 descobriu que as oportunidades de emigração para os Estados Unidos para indianos altamente qualificados fornecidas pelo programa de vistos H-1B contribuíram surpreendentemente para o crescimento do setor indiano de TI. Um número maior de indianos foi induzido a se matricular em programas de ciência da computação para se mudar para os Estados Unidos; no entanto, um grande número desses indianos nunca se mudou para os Estados Unidos (devido aos limites do programa H-1B) ou retornou à Índia após a conclusão de seus vistos. Um estudo de 2011 conclui que a emigração tem efeitos mistos sobre a inovação no país de origem, aumentando o número de inovações importantes, mas reduzindo o número médio de invenções. Um artigo de 2019 descobriu que a emigração de Fiji levou a um aumento líquido nos estoques de habilidades em Fiji, à medida que os cidadãos aumentaram sua escolaridade. Uma análise de 2019 descobriu que a emigração de jovens da Itália levou a uma redução na inovação.

## Controvérsias
O conceito de fuga de cérebro, por si só, faz com que vários estudiosos tenham visões divergentes sobre o tema.
- Alguns defendem que a fuga de cérebros pode influir positivamente pois ela possibilitaria a pessoa com mão de obra a ter exposição privilegiadas a ideias emergentes no cenário mundial. Também alegam que com o material científico disponível no Brasil, um país ausente de recursos, seria conveniente que isso acontecesse.[132][133]
- No ano de 2007, o jornal estatal chinês China Daily, em editorial, posicionou-se negativamente diante da suposta fuga de cérebros. Entretanto, argumentou que esta tendência seria inevitável e que o governo tentaria reverter tal tendência.[134]